# Hamá ostroma
Hamá 2011-es ostroma a Szíriai Kormány tüntetéseket felszámoló sorozatának egyik része volt a szíriai polgárháború kezdeti szakaszában. A szíriai Hamá városában az első nagyobb összecsapás 2011. március 15-én volt, ezután folyamatosak voltak a kormányellenes tüntetések. Ehhez hasonló akciókra az ország más városaiban is volt példa. Az események 2011. júliusban kezdődtek, amiket a kormányellenes aktivisták ostromnak vagy "blokádnak" neveztek.
Július 1-én a 400.000 résztvevővel Hamában volt a legnagyobb, Bassár el-Aszad ellen tartott tüntetés. Két nappal később szíriai tankok jelentek meg Hamánál, aminek a következtében olyan összecsapások kezdődtek, melyek folyamán 16 civil halt meg a szíriai biztonsági erők miatt.
Július 31-én a kormány beküldte a hadsereget a városba, hogy megfigyelhessék, mi történik a ramadán alatt. Ez egy egész nemzetre kiterjedő megmozdulás, a »ramadáni mészárlás” része volt. Aznap Szíriában legalább 142 ember halt meg, közülük több mint 100 csak Hamában, további 29 pedig Dajr ez-Zaurban. Több száz másik ember megsebesült. Augusztus 4-ig több mint 200 polgári lakost öltek meg Hamában.

## Előzmények

### Korai események
Hamá már az 1963-as baasz párti hatalomátvétel óta a szíriai polgárháború egyik epicentruma volt. Már 1964-ben ez jelentős megmozdulás tört ki, amit sokan neveztek felkelésnek, amit a hadsereg véresen elfojtott, miközben 70 polgári lakost megöltek. Összecsapások voltak itt az 1976–1982-es iszlám felkelés alatt is, amikor annak 1981-es áprilisi elfojtásakor több száz hamáit meggyilkoltak. 1982. februárban még egy enné is nagyobb léptékű mészárlás helyszíne volt a város. Ezt viszont egy felfegyverzett és koordinált iszlám felkelés előzte meg. Az 1982-es hamái mészárláskor 10.000–25.000 hamái lakost és iszlám fegyverest, valamint 1000 szíriai katonát öltek meg.

### Előzmények
2011. június 3-án nagyobb megmozdulások indultak Hamában, melyek központja a belvárosban volt, de részben a külvárosokra is átterjedt. A szíriai biztonsági erők mintegy 25 embert lelőttek, mikor a városban egy több tízezer fős tüntetést akartak feloszlatni.
2011. július 1-én 400.000 résztvevővel Hamában megtartották a valaha volt legnagyobb tüntetést Bassár el-Aszad ellen. Röviddel később menesztették Hamá kormányzóját. Két nap kellett ahhoz, hogy a szíriai tankok megjelenjenek Hamá utcáin, mikor is több mint 20 lakost megöltek, és legalább két megerőszakolásról is érkeztek hírek.

## Kronológia

### 2011. július
Mivel Hamá az ellenzék egyik közkedvelt központja lett a felkelések folyamán, itt történt a legtöbb összecsapás. A várost július 3-án katonai zárral elvágták a külvilágtól.
Július 6-án Robert Ford, az USA nagykövete meglátogatta a várost, és a szíriai kormány tiltakozását kiváltva bejelentette, hogy péntekig ott marad. Július 8-án több mint 500.000 szíriai vonult fel, és ezzel az aktivisták szerint ez lett a legnagyobb tüntetés, amit Bassár el-Aszad hadat hirdető kormány ellen valaha tartottak.
JJ Harder, az amerikai nagykövetség damaszkuszi sajtóattaséja később ezt mondta az Al Jazeerának: "Robert Ford nagykövetünk e hónapban járt Hamában, és saját szemével látta az erőszakot, amikről beszéltek. Egyáltalán semmi nem volt. Talán egy tizenéves volt, aki egy katonai ellenőrző pont közelében bottal hadonászott. A kormány ennek ellenére kitart amellett a kitalált történet mellett, hogy Hamá utcáin és máshol is fegyveres bandák futkároznak. Hamá maga a békés tüntetés mintapéldánya. Nagykövetünk azért döntött úgy, hogy odamegy.”
A francia nagykövet az amerikai nagykövethez csatlakozva támogatásáról biztosította az áldozatokat.
Július 7-én a francia és az amerikai nagykövetek közösen kerestek fel Szíriában néhány konfliktus zónát. Éric Chevallier abba a Hamába ment, amivel Robert Ford szerint „kifejezték szolidaritásukat a helyi tüntetőkkel.”
Július 8-án a blokád megerősítése keretében még több tankot vezényelte Hamá külvárosaiba. A becslések szerint az erre okot adó tüntetéseken a város 700.000 lakosa közül 350.000 részt vett.
Július 29-én a pénteki ima után több mint 500.000 lakos vonult az utcákra. Itt az imádságon a vezető azt mondta a népnek, „a rezsimnek mennie kell.” Július 30-ra teljesen megszűnt a kormány támogatottsága Homszban, Dajr ez-Zaurban és Hamában is. Július 30-án Aszad elnök az alavita milicistákkal és párttagokal megtömött „terrorbuszát” Hamába küldte.
Ramadán előestéjén került sor az egypárti Szíriában a kormány ellen folyó 139 napos tüntetés legvéresebb napjára.
A brit központú SOHR vezetője, Abdel Rahman július 31-én azt mondta, Maudhamiya területén a szíriai hadsereg 05:00 órakor támadást indított, majd északról fokozatosan bekerítették Hamát.
Ettől teljesen függetlenül a hamái börtönben politikai okok miatt elítéltek lázadni kezdtek, amire a hírek szerint a biztonsági erők éles lőszerrel válaszoltak. A börtönben meghaltak száma ismeretlen. Ugyanez a hírügynökség arról számolt be, hogy Hamában az összecsapásokban nyolc rendőr meghalt.
A kormány az erőszakért a terroristákat és a milicistákat tette felelőssé, akik szerinte több száz biztonságis személlyel végeztek. Legalább 136 ember halálát erősítették meg, akik közül legalább 100-an Hamából, 19-en pedig Dajr ez-Zaurból származtak. A rajtaütés az addigi legsúlyosabb volt a szíriai polgárháborúban, ahol több mint 2200 tüntető halt meg addig.
Egy hamái doktor, aki a letartóztatástól való félelmében névtelenséget kért, azt nyilatkozta a Reutersnek, hogy négy különböző irányból támadták meg a tankok Hamát, melyek „véletlenszerűen lőttek.” Más szemtanúk arról számoltak be, hogy orvlövészek másztak fel az állami tulajdonú elektromos áramot szolgáltató vállalat valamint a börtön tetejére, és az elektromos áramszolgáltatást a város északi részén elvágták. A szíriai kormány tankjai mecseteket is lőttek, ahol az szólt a hangszórókból, hogy „Allahu Akbar”.
Oroszország egy olyan javaslatot terjesztett az ENSZ BT elé, mely elítélte Szíriát. A tanács július 31-én este ült össze, hogy megvitassa a helyzetet.
Szíriai disszidensek szerint a 84 ember halálát követelő tanktámadásra azért volt szükség, hogy a ramadán előtt biztosítsa a rendszer a város felügyeletét és békéjét, valamint hogy megelőzzék a tüntetéseket a szent hónap idején.

### 2011. augusztus
A szíriai biztonsági erők augusztus 1-én folytatták Hamá bombázását. A brit Daily Telegraph szerint „Hamá legtöbb lakosa … megkockáztatta azt a nyilvánvaló veszélyt, hogy a pénteki imák idejére a mecsetekbe menjenek. Amint elkezdtek gyülekezni az utcákon, megindult a támadás. Három imádkozót leütöttek és megöltek, miközben egy negyedikkel egy orvlövész végzett, mikor beszállt az autójába. … Al-Qousour és Al-Hamidiya lakóövezeti városrészeiben házakat romboltak le a robbanások.” Az egyik helybéli szerint „A tankok véletlenszerű célpontokra lőnek. Nem számít, kit találnak el. Úgy tűnik, a cél maga a gyilkolás és a minél több ember megfélemlítése.” A hamái kórház egyik dolgozója, dr Abdel Rahman ezt mondta: „A sebesültek száma nagy, a kórházak pedig nem tudnak segíteni, leginkább azért, mert nincsenek meg a megfelelő eszközök.” Omar egy damaszkuszi aktivista ezt mondta: „Furcsállom, hogy nemzetközi közösség kevésbé foglalkozik Hamá lakosaival, mint Bengáziéval.” A helyi kormányzati források szerint Hamá és Homsz bejelentett áldozatainak száma „jelentősen megnőtt”. A kormány tankjai bevonultak a keleti Albu Kamál városába is.
Aktivisták és szemtanuk szerint augusztus 1-én több városban, köztük Hamában is összesen 24 embert megöltek. Aznp az Európai Unió öt további kormányzati és katonai tisztviselő ellen adott ki beutazási tilalmat, akik között ott volt Ali Habib Mahmud, Szíria honvédelmi minisztere is.
Augusztus 2-án összeült az ENSZ BT, hogy megvitassa a Szíriában kialakult helyzetet. Az Amerikai Egyesült Államok, az Egyesült Királyság és Franciaország hivatalosan is el akarta ítélni Szíriát, míg Oroszország és Kína attól tartott, hogy ezt egy esetleges katonai beavatkozásnál indokként fel lehetne használni.
Augusztus 2-án a Szíriából elmenekült Radwan Ziadeh arra kérte Barack Obama elnököt és Hillary Clinton külügyminisztert, hogy az USA követelje Bassár el-Aszad elnök leváltását.
2011. augusztus 3-án már a kora hajnali óráktól a város folyamatos tűz alatt volt. Délre pedig a szíriai hadsereg tankjai lerombolták az ellenzék barikádjait Hamá minden részén, és elfoglalták a főteret. A Szíriai Forradalom Facebo”A hadsereg most az Assi téren állomásozik.” „Hamá heroikus fiatalsága ellenáll, és nem hagyja, hogy betörhessenek a kerületekbe.” A közösségi médián megjelent hírek szerint elvágták Hamá és környéke vezetékes víz és áramellátását, valamint megszüntettek minden kommunikációs csatornát. Az értesüléseket független forrásból nem lehetett megerősíteni, mert a szíriai kormány megtiltotta, hogy külföldi újságírók bejuthassanak az országba. A Shaam, egy a tüntetők oldalán álló online videócsatorna augusztus 3-án egy olyan felvételt tett fel, amin a narrátor elmesélése alapján az látszik, hogy Hamá Hayy al-Hader területét legalább egy tank támadja. Az égen rengeteg füst gomolygott.
Augusztus 3-án, a támadás után Hamában a dolgozók három napos általános sztrájkot hirdettek, amivel a biztonsági erők által megöltekre akartak megemlékezni.
A város demokráciapárti szervezte, a Helyi Koordinációs Bizottság olyan e-maileket küldött, melyek szerint a lövések központja elsősorban Janoub al-Mala’ab és Manakh kerületek voltak. Az egyik levélben azt írták, civileket öltek meg, és házakat bombáztak. Rami Abdel Rahman, az SOHR vezetője arra figyelmeztetett, hogy még több tömeggyilkossággal találkozhatunk Hamában.
Oroszország Külügyminisztériumának Közel-keleti és észak-afrikai ügyekkel foglalkozó részlegének vezetője, Sergei Vershinin arra figyelmeztette az ENSZ-t, hogy országa nem utasít vissza minden, Szíriával kapcsolatos határozatot, ugyanakkor a szíriai külügyminiszter-helyettes, Faisal Mekdad sürgette, hogy India utasítsa vissza azt a „nyugati propagandát”, mely szerint megvétózták volna a Biztonsági Tanács határozatát.
Augusztus 4-ig összesen 200 embert öltek meg Hamában.

## Következmények
Szeptember 1-én Hamá kormányzóság legfőbb ügyésze bejelentette lemondását, miután a kormány leverte a felkeléseket. A kormány szerint elrabolták őt, és kényszerítették arra, hogy ezt hazudja, miközben célkeresztben állt.
2012. február 28-án Hamá kormányzóságban a hadsereg elkezdte lőni Helfaya városát, ahol 20 polgári lakost megöltek. Aktivisták szerint ez a 20 szunnita muzulmán halott csak egy része annak a legalább 100 embernek, akiket az elmúlt két hétben a felkelői Szabad Szíriai Hadsereg támadásaira adott válaszul Aszad alavitáinak parancsára megöltek.

## Nemzetközi reakciók

### Nemzetközi szerveztek
- Európai Unió: Augusztus 1-én az Európai Unió további öt katonai és kormányzati vezető ellen rendelt el beutazási tilalmat, egyúttal kiterjesztette az Aszad és köre ellen elrendelt szankciók körét.[25]

### Államok
- Amerikai Egyesült Államok – Barack Obama elnök azt mondta, a Hamából érkező hírek elrettentőek, és megmutatták a szíriai kormány igazi jellemét. „Aszad elnök ismét megmutatta, hogy teljesen képtelen a szíriai nép jogos érdekeire hathatósan válaszolni, és ez nem is áll szándékában.” Azt mondta, elborzasztotta, hogy a kormány „brutalitást és erőszakot vet be saját népe ellen.”[43] Obama elnök sürgette, hogy Aszad elnököt diplomáciai úton szigeteljék el, mert több humanitárius csoport is arról számolt be, hogy a szíriai biztonsági erők július 31-én majdnem 140 embert öltek meg, közülük 100-at a gyulladásig feszült helyzetű Hamában.[44]
- Egyesült Királyság – A brit miniszterelnök irodája egy sajtóközleményt adott ki, melyben az szerepelt, hogy Aszad elnöknek reformokat kell bevezetnie, vagy augusztus 1. délig félre kell állnia.[45]

William Hague külügyminiszter még aznap elítélte a támadást, és azt mondta, hogy „távoli lehetőség sincs” katonai beavatkozásra. Hozzátette, hogy „Nincs remény arra, hogy jogilag, morálisan elítélendő katonai akciót indítsanak.”*
- Németország: A német kormány külügyi bizottságának elnöke kijelentette, hogy globális szinten bojkottálni kellene Szíria gáz- és olajexportját, és így kellene rákényszeríteni az országot, hogy vessen véget a tüntetők elleni erőszaknak.[47] Eközben szintén augusztus 8-án egy német kormányzati szóvivő kijelentette, hogy ha Aszad a továbbiakban is visszautasítja a megbeszéléseket és folytatja az erőszakot, a szíriai kormány elveszíti a legitimitását.[48]
- Olaszország – Franco Frattini olasz külügyminiszter a Hamában történt eseményeket „ a felkelők elleni erőszakos elnyomásnak, horrorisztikus cselekedetnek” nevezte.[49]
- Libanon – Saad Harir, a Március 14. Szövetség elnöke, volt miniszterelnök elítélte a „mészárlást”, és azt a „véres gyilkolássorozatot”, amin szerinte a szíriai népnek végig kellett mennie.[50]
- Oroszország – Augusztus 1-én a Kreml, ami egyben Szíria szövetségese, Dmitrij Medvegyev személyében mélyen elítélte a kormány hamái tetteit, melyek szerinte „elfogadhatatlanok” voltak.[25]
- Törökország – Abdullah Gül elnök szerint horror, hogy a szíriai fegyveres erők nehézfegyverzetet, többek között tankokat vetnek be, hogy feloszlassák a tüntetéseket. „Lehetetlenség, hogy ilyen, mindenki számára látható események idejében csöndben maradjunk. Felszólítom a szíriai vezetést, hogy hagyja abba a népe elleni erőszakot, és hajtsa végre azokat a reformokat, melyek szükségesek az országnak a békére és stabilitásra épülő jövője szempontjából. Nem maradhatunk csendben,és nem fogadhatjuk el ezt a véres atmoszférát.”[51]